# معركة غليوين
معركة غليوين جرت يوم 8 المحرم 1228هـ/10 كانون الثاني/يناير 1813م بين قوات مماليك العراق بقيادة الوزير عبد الله باشا التوتونجي ومعه لفيف من القبائل العربية واللاوند والكرد وبين قوات المنتفق بقيادة الشيخ حمود بن ثامر السعدون ومعه سعيد بن سليمان باشا، وكانت القوات العثمانية تفوق قوات المنتفق بالعدد والعتاد، ولكن عندما جرت المواجهة تسرب عدد كبير من جنود المماليك نحو سعيد بك ابن سيدهم سليمان باشا الكبير مما قلب موازين المعركة لصالح المنتفق.

## البداية
في ربيع الآخر 1227هـ/نيسان/أبريل سنة 1812م أي في عهد السلطان العثماني محمود الثاني، حصل تنافر شديد بين الكهية طاهر آغا وهو نائب والي بغداد عبد الله باشا التوتونجي وبين محمد سعيد بك المعروف باسم «سعيد بك» ابن والي بغداد السابق سليمان باشا الكبير، وكان سعيد بك ابن الثمانية عشر عاما دؤوبا على المعارضة ومصرًا عليها، وقد حجز طاهر آغا على أملاكه التي أعطاها إياه والده سليمان باشا، عندها غادر سعيد بك بغداد في جماد الأول/مايو من نفس العام. وعندما علم الوالي بذلك أرسل من يحاول إقناعه بالعودة إلى بغداد وأعطاه الأمان، فعاد مصحوبا بالقنصل البريطاني في البصرة «مستر ريتش Rich» في الذي كان موجودًا أنذاك في بغداد، وكان ريتش ذا حظوة عند التوتونجي، لذا فقد أخذ الأمان منه لسعيد. ولكن استمر طاهر آغا في ابداء البغض والتهديد المبطن لسعيد بك، مما حدا به أن يكتب إلى الحكومة المركزية في الأستانة شكاوي ضد عبد الله باشا التوتونجي، وهذا ما تسبب في تأخر الفرمان السلطاني بتثبيت التوتونجي في منصب والي بغداد التي كانت الفرمانات تصل في شهر شوال من كل عام، بالإضافة إلى أن اسطنبول تطالب التوتونجي بمبالغ متراكمة عليه وهو لا يسدد منها شيئًا. فاستشعر الوالي بأن سعيد بك يسبب له مشاكل كثيرة، مستغلا سمعة والده الحسنة عندما كان حاكم العراق المطلق، لذا بدأ بالتضييق عليه ومراقبته، بل وتدبير خطة للتخلص منه، لأنه وجده أخطر منافسيه.

## لجوء سعيد بك إلى المنتفق
عندما ضاقت الحلقة على سعيد بك وكادت أن تقضي عليه وترسله إلى القبر، هرب إلى المنتفق في شهر شعبان 1227هـ/آب/أغسطس 1812م ليحتمي بشيخها حمود بن ثامر السعدون الذي كان صديقًا لوالده سليمان باشا. وهذا الهروب فسره الوالي بأنه حالة خطيرة تحيط بمنصبه خوفًا من أن يكاتب سعيد إسطنبول وهو في حماية المنتفق ويطالب بإسناد الولاية إليه، بالإضافة إلى أن محطة الهارب كانت المنتفق التي يمقتها الوالي ويتحين الفرص للايقاع بها وبأميرها. بالإضافة إلى استقبال المنتفق لسعيد بك، فقد استقبلت ضيفًا آخر لا يقل شأنًا عن سعيد، ألا وهو «جاسم بك بن محمد الشاوي» فقد كان يشغل منصب باب العرب، وكان حمود بن ثامر رغم فقده لبصره حسن التدبير وعاقل، حيث رحب بجاسم بك الشاوي وسعيد بك غاية الترحيب.
فازدادت المراسلات الدبلوماسية بين بغداد وسوق الشيوخ، وكتب طاهر آغا إلى الشيخ حمود معاتبًا:«ألم يكفك أنك استوليت على أراضي البصرة وثمارها ومنعت الضرائب السلطانية عنها لمدة عامين، حتى تقوم الآن باستقبال وحماية الهاربين من وجهنا؟ فإذا كنا قد تغاضينا عما اغتصبتموه من أملاك ومنعتموه عنا من ضرائب، فإنا نطالبك الان بتسليم أسعد بك وجاسم بك الشاوي». فرد عليهم حمود بأنه يعترف بما في ذمته من ديون تجاه الحكومة، مكررًا ولائه للوالي عبد الله باشا التوتونجي، ولكنه يعتذر عن تسليم من استجار به كائنا من كان. وقد أشار الكثيرون على الوالي بعدم الإقدام على عمل تكون عاقبته حمل المماليك على أن يختاروا بين ابن سيدهم القديم وبين خادمه، غير أن الكهية طاهر آغا أصر على الحرب، وأخذ يؤلب الوزير عبد الله باشا على الشيخ حمود، ويذمه أمامه وهو يقول:«لا أحد سيقطع رأس حمود غيري» فتمكن بالأخير من اقناع الوزير بتجييش الجيش عليه لاستعادة الهاربين.

## المعركة
في شهر شوال 1227هـ/تشرين الأول/أكتوبر 1812م خرج جيش عبد الله التوتونجي من بغداد تجاه المنتفق عن طريق الحلة، حيث احتوى على أكراد وأعراب وترك وبلغ حجمه 3 آلاف راكب عدا المشاة وقوافل من البغال والجمال والمدافع وغيرها، كما انضمت إليه 8 مراكب وصلت من البصرة إلى سوق الشيوخ في أراضي المنتفق، حتى قيل أن حجم الجيش والعشائر المساندة له هي من أضخم الحملات العسكرية في ذلك الوقت، فوصل الجيش إلى سوق الشيوخ في شهر كانون الثاني/يناير 1813م/المحرم 1228هـ. وعند وصوله أرض المنتفق عبر من غربي الفرات إلى الجزيرة، فانضم إليه «مشكور» شيخ ربيعة الذي أصبح قائد أول طليعة الجيش، فتصادم مع صالح بن ثامر وجرت بينهما معركة عنيفة أسفرت عن قتل مشكور وتفرق قومه، فأكمل الوزير زحفه حتى نزل بالعساكر قريبًا من عشائر المنتفق. أما حمود والقسم الأعظم من قبيلته، واتباع سعيد بك الخاصون به وجمهرة من المغامرين، بالإضافة إلى وجود بعض العصاة المتمردون الذين لجئوا إلى الأهوار في أوقات مختلفة قد تجمعوا في مكان ما على بعد أميال من البصرة، فكان عددهم قليلا بالنسبة إلى القوة التي سارت إليهم، لذلك قام حمود الثامر وسعيد بك بحركة سياسية ناجحة، حينما كاتبوا قادة الجيش الحكومي، وذكروهم بفضل سليمان الكبير ورعايته لهم، كما وعدوهم بالمناصب والمكافآت الممتازة.
اندلعت المعركة المنتظرة يوم 10 كانون الثاني/يناير 1813م في منطقة (نهر غليوين) وهو نهر صغير يقع بين سوق الشيوخ والناصرية، وظهرت أرجحية جيش الوالي في البداية بفضل كثافة النيران التي بحوزته ومدفعيته، مما فرق أغلبية جيش المنتفق، إلا أن صمود الشيخ حمود ومعه سعيد بك ومارافقه من استبسال قوات القلب المنتفقي بقيادة برغش بن حمود الثامر. ولكن الأمور انقلبت رأسًا على عقب بعد ورود أنباء غير مؤكدة بصدور أمر من اسطنبول بتعيين سعيد بك وزيرًا على العراق، فتمرد الجنود على عبد الله التوتونجي ونهبوا أسلحة المعسكر والأموال وانضموا إلى سعيد بك وحاميه حمود الثامر، فكشف ذلك عن نتيجة المعركة، وذلك يوم 2 صفر 1228هـ/4 شباط/فبراير 1813م. وبعدها وجد الوالي وكهيته مع بعض الأتباع أنفسهم مطوقين بخيالة المنتفق التي يقودها علي الثامر الذي تولى بنفسه قتل الشيخ المعين نجم العبد الله، مما اضطرهم إلى الاستسلام، فأخذوهم أسرى إلى سوق الشيوخ. ولكن كانت حياتهم معلقة بحياة برغش الذي كان يكافح لحياته ويقاسي آلام جروحه، وقد توفي بعد يومين من المعركة، فكانت نهاية الوالي وكهيته بأن قتلهم «راشد بن ثامر» في السجن خنقًا بالحبال، وبعد أن قبروا عاد إليهم فنبشهم وقطع رؤوسهم وشهرها ثأرًا لابن أخيه برغش. وقد أثار ذلك الإجراء غضب أمير المنتفق حمود الثامر، فنفى مسببه أخاه «راشد» خارج القبيلة استنكارًا لقيامه بهذا العمل. وبذلك مات حاكم كانت صفاته نادرة المثال، ليفسح المجال لآخر كان أقل منه قدرًا بمئة مرة.

## ما بعد المعركة
بعد انتصاره في غليوين، أصبح حمود الثامر ذا حظوة كبيرة لدى والي بغداد الجديد سعيد باشا، فقد دخلا معا بغداد يوم الأربعاء 15 ربيع الأول 1228هـ/18 آذار/مارس 1813م بصحبة ألفي جندي، فعزل بعد تسلمه الولاية الشيخ فارس الجربا عن منصب باب العرب وعين مكانه الشيخ جاسم بن محمد آل الشاوي مكانه. وقد اشتكى إليه حمود من أعمال السلب والنهب التي طالت أملاكه بسبب الفوضى التي سادت بعد المعركة، فقدم له الباشا من إيرادات البصرة مبالغ كبيرة وقد وصلت الأموال إلى حمود في اليوم التالي من الشكوى. وبعد وصوله بغداد تزوج الشيخ حمود من إحدى بنات قبيلة الجشعم، فأهداه الوالي سعيد باشا قرية حمدان والقرى الملحقة بها على شط العرب وإيراداتها السنوية تبلغ 20,000 عين، لذا فإن الإيرادات الأميرية لكل تلك القرى والمزارع التي تدفع إلى خزينة الوالي، أصبحت تحت تصرف الشيخ حمود وعشبرته. وبعد أن سلمه البصرة مع إيراداتها وازدادت هيبة المنتفق أمام العشائر كما قوي نفوذه على سعيد حتى قال عثمان بن سند:«ولا زال زمام سعيد باشا بيد حمود ولا يفعل سعيد باشا صغيرة ولا كلية إلا ويستأذن حمود بن ثامر على فعلها أو تركها». وبعد تلك الوقعة الكبيرة نالت عشائر المنتفق الشهرة العظيمة، وانتشر خبر حمود الثامر في كل مكان، وهابته العشائر ولقبته ب«سلطان البر». وأسموه السلطان حمود الثامر.

## الملاحظات
1. ↑  باب العرب هو منصب استحدثه الوالي سليمان الكبير، ويتخصص في معالجة أوضاع القبائل العربية في ولاية العراق وكان محمد الشاوي يشغله طيلة حياته ومن ثم ابنه جاسم بك حتى هرب من بغداد، واستلم المنصب فارس الجربا.[5][6]
2. ↑  ذكر حميد السعدون (ص:162) أن المعركة وقعت يوم 10 كانون الثاني/يناير 1813م، بينما قال باش أعيان (ص:536) أن المعركة كانت في 4 شباط/فبراير، في حين قال لونكريك (ص:275) أن القوات الحكومية وصلت أراضي المنتفق -سوق الشيوخ- في شهر كانون الثاني/يناير ولم يذكر التاريخ بالضبط.